# Cheiloneurus javanus
Cheiloneurus javanus is een vliesvleugelig insect uit de familie Encyrtidae. De wetenschappelijke naam is voor het eerst geldig gepubliceerd in 1912 door Perkins.